# Cariera de lângă satul Zaim
Cariera de lângă satul Zaim este un monument al naturii de tip geologic sau paleontologic în raionul Căușeni, Republica Moldova. Este amplasat pe panta dreaptă a râului Botna. Are o suprafață de 4 ha, sau 3,03 ha conform unor aprecieri mai recente. Obiectul este administrat de Primăria comunei Zaim.

## Descriere
Cariera abandonată este acoperită de vegetație, printre care ierburi rare. În ea se află depozite marine de calcare de vârstă chersoniană, cu conținut de cochilii de moluște din genul Mactra și amprente de plante.

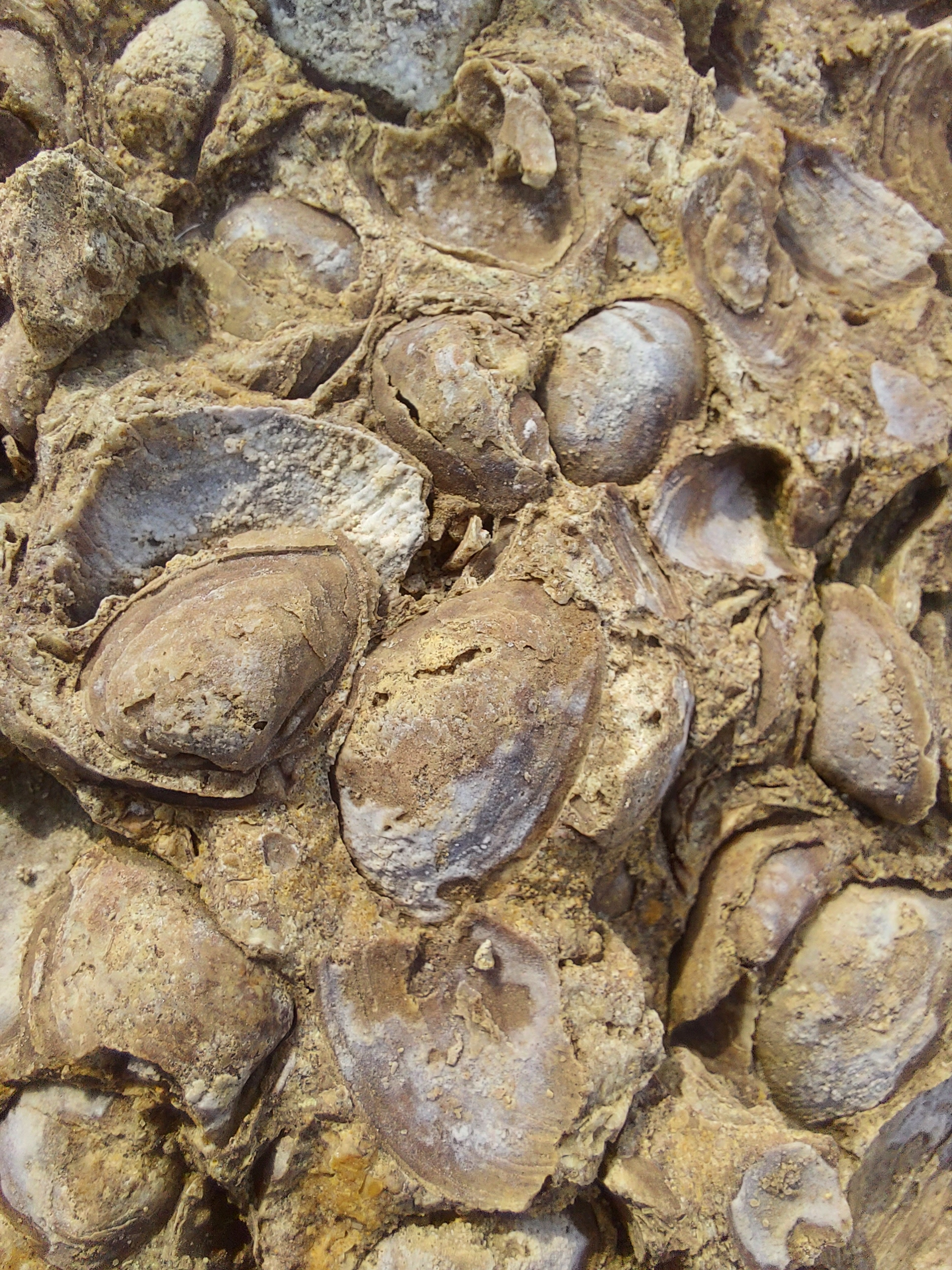
Scoici din genul Mactra
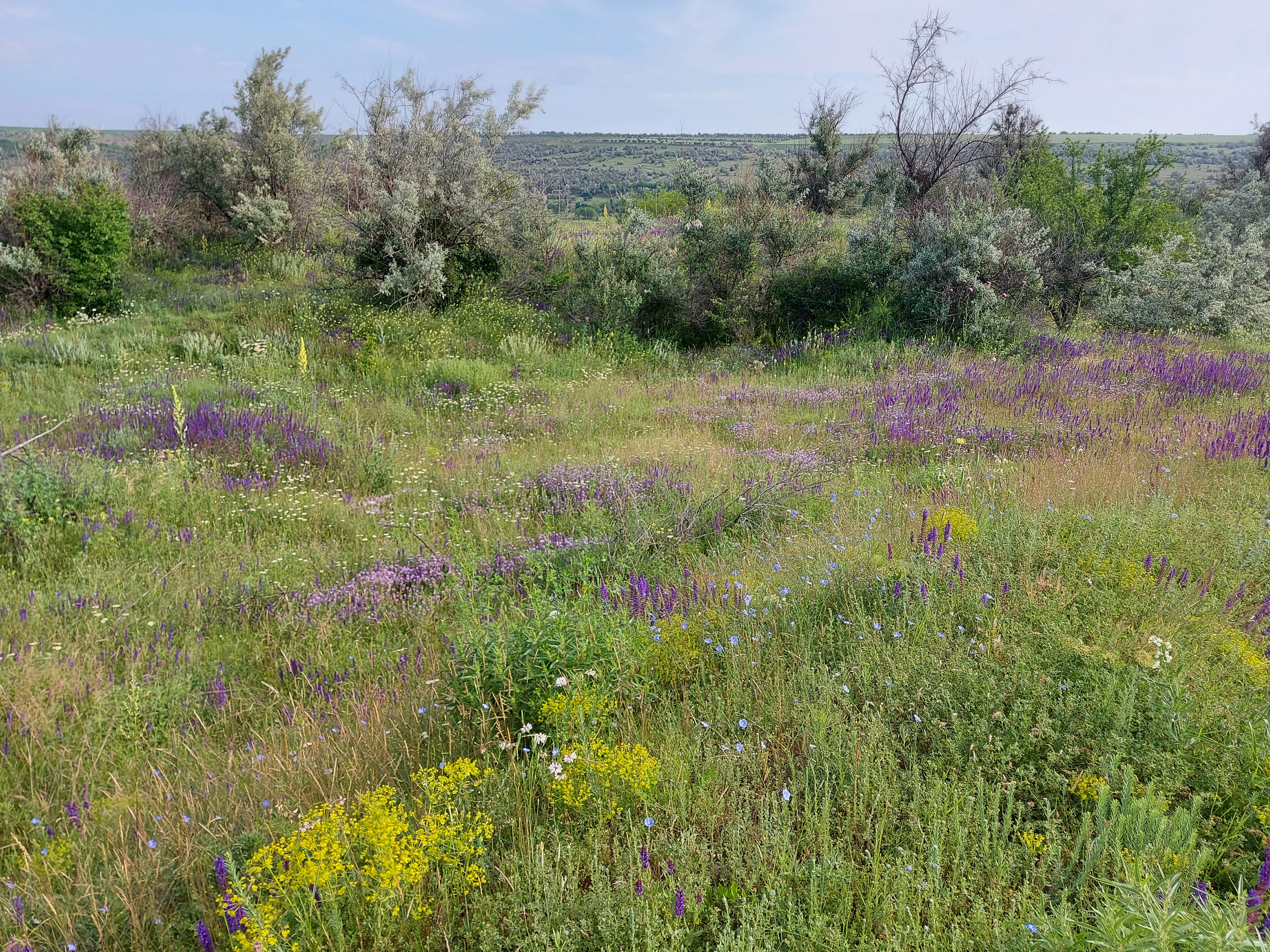
Flora stepică de la carieră

## Statut de protecție
Obiectivul a fost luat sub protecția statului prin Hotărîrea Sovietului de Miniștri al RSSM din 8 ianuarie 1975 nr. 5, iar statutul de protecție a fost reconfirmat prin Legea nr. 1538 din 25 februarie 1998 privind fondul ariilor naturale protejate de stat. Deținătorul funciar al monumentului natural este Primăria satului Zaim.
Amplasamentul geologic este unul din puținele aflorimente ale chersonianului din sudul Republicii Moldova. Prezintă interes geologic și paleontologic. Conform situației din anul 2016, aria naturală nu are un panou informativ și nu este bine delimitată.